# Othello (film, 1955)
Pour plus de détails, voir Fiche technique et Distribution.
Pour l’article homonyme, voir Othello.
Othello (en russe : Отелло) est un film soviétique réalisé par Sergueï Ioutkevitch, sorti en 1955.

## Fiche technique
- Titre : Othello
- Titre original : Отелло
- Réalisation : Sergueï Ioutkevitch
- Scénario : Sergueï Ioutkevitch d'après Othello ou le Maure de Venise de William Shakespeare
- Photographie : Evgueni Andrikanis
- Montage : Klavdia Aleïeva et G. Mariamov
- Décors : V. Dorner et M. Kariakine
- Costumes : Olga Kroutchinina
- Pays d'origine : U.R.S.S.
- Format : Couleurs - Mono
- Genre : Drame
- Durée : 107 minutes
- Date de sortie : 1955

## Distribution
- Sergueï Bondartchouk : Othello
- Irina Skobtseva : Desdémone
- Andreï Popov : Iago
- Vladimir Sochalsky : Cassio
- Yevgeni Vesnik : Roderigue
- Antonina Maksimova : Emilia
- Mikhaïl Troyanovsky : Le Duc de Venise
- Yevgeni Teterine : Brabantio

## Récompenses
- Prix de la mise en scène au Festival de Cannes 1956[1]